# Lijst van verhalen uit de S.A.S.-reeks op geografische indeling
Deze lijst geeft een geografische indeling per (sub)continent van verhalen uit de S.A.S-reeks van auteur Gérard de Villiers met als protagonist de Oostenrijkse prins en freelance CIA-agent Malko Linge.
Verhalen die zich op meerdere continenten afspelen zijn in onderstaand overzicht ingedeeld in het continent waarin het verhaal zich hoofdzakelijk afspeelt.

## Europa
- De sirene van Kopenhagen (L'abominable sirène), 1969
- Het bal van gravin Adler (Le bal de la comtesse Adler), 1971
- Berlijn: Check-Point Charlie (Berlin: Check Point Charlie), 1973
- Rendez-vous in Lapland (Rendez-vous à Boris Gleb), 1974
- Furie in Belfast (Furie à Belfast), 1974
- Duivelskunstenaars van de Taag (Les sorciers du Tage), 1975
- Moord in Athene (Meurtre à Athènes), 1976
- Bescherming voor Teddy Bear (Protection pour Teddy Bear), 1977
- Lente in Warschau (Le printemps de Varsovie), 1978
- Malta zien en sterven (Voir Malte et mourir), 1979
- Valstrik in Boedapest (Piège à Budapest), 1980
- Romeinse wraak (Vengeance Romaine), 1981
- De vluchteling van Hamburg (Le fugitif de Hambourg), 1982
- Operatie Reagan (Objectif Reagan), 1982
- De Bulgaarse lijn (La filière Bulgare), 1983
- De extremisten van Amsterdam (Les enragés d'Amsterdam), 1984
- Misdaad in Madrid (L'affaire Kirsanov), 1985
- Dodendans in Belgrado (Danse macabre à Belgrade), 1986
- De madonna van Stockholm (La madone de Stockholm), 1987
- Ontmoeting in Gibraltar (Escale à Gibraltar), 1987
- De moordenaars van Brussel (Les tueurs de Bruxelles), 1988
- De onbekende van Leningrad (L'inconnu de Leningrad), 1989
- Missie in Moskou (Mission à Moscou), 1990
- De kanonnen van Bagdad (Les canons de Bagdad), 1990
- De wraak van Saddam Hussein (La vengeance de Saddam Hussein), 1991
- Manipulatie in Zagreb (Manip à Zagreb), 1992

- KGB contra KGB (KGB contre KGB), 1992
- Moord op de Canarische Eilanden (Le disparu des Canaries), 1992
- Alarm plutonium (Alerte au plutonium), 1992
- Opdracht in Sarajevo (Mission Sarajevo), 1993
- In naam van Allah (Au nom d'Allah), 1993
- Het goud van Moskou (L'or de Moscou), 1994
- Jacht op Carlos (La traque Carlos), 1994
- Het kartel van Sebastopol (Le cartel de Sébastopol), 1995
- De rebellen van Tsjetsjenië (Vengeance Tchétchène), 1996
- Gij zult uw naaste doden (Tu tueras ton prochain), 1996
- Een brief voor het Witte Huis (Une lettre pour la Maison-Blanche), 1997
- Operatie Yggdrasil = Het Yggdrasil-complot (La manipulation Yggdrasil), 1998
- De spion van het Vaticaan (L'espion du Vatican), 1998
- Albanië: Mission impossible (Albanie: Mission impossible), 1999
- Bommen op Belgrado (Bombes sur Belgrade), 1999
- Kermis in het Kremlin (La piste du Kremlin 2000),
- Jihad (Djihad), 2000
- Dood aan de paus (Tuez le pape), 2001
- Angst in Athene (Le parrain du 17 novembre), 2003
- Pact met de duivel (Pacte avec le diable), 2003
- Onrust in Moskou (Le jour de la Tcheka), 2004
- Dood Joesjtsjenko! (Tuez Iouchtchenko!), 2005
- De schat van Saddam 1 (Le trésor de Saddam: 1), 2006
- Dossier Karadzic (Le dossier K.), 2007
- Polonium 210 (Polonium 210), 2007

## Noord-Amerika
- Operatie apocalyps (Opération apocalypse), 1965
- Ontmoeting in San Francisco (Rendez-vous à San Francisco), 1966
- Het Kennedy-dossier (Dossier Kennedy), 1967
- Hakenkruizen in New York (Magie noire à New York), 1968
- De panter van Hollywood (La panthère d'Hollywood), 1969
- Bomaanslag in New York (Cyclone à l'ONU), 1970
- Moordbedrijf in Las Vegas (Murder Inc. Las Vegas), 1973
- Embargo (Embargo), 1976
- Spanning in Spanish Harlem (Marathon à Spanish Harlem), 1977
- De killer van Miami (Le tueur de Miami), 1983

- Vlucht 007 antwoordt niet (Le vol 007 ne répond plus), 1984
- Ondergronds doelwit (Le plan Nasser), 1986
- Dubbelspion in Langley (La taupe de Langley), 1988
- Exotisch avontuur (Ramenez-moi la tête d'El Coyote), 1995
- Operatie Lucifer (Opération Lucifer), 1996
- Wreek vlucht 800 (Vengez le vol 800), 1997
- Yahalom (La source Yahalom), 1999
- Operatie Li Sha-Tin (Li Sha-Tin doit mourir), 2002
- In opdracht van Bin Laden (Le sabre de Bin Laden), 2002
- Het Arabische verbond (La connexion saoudienne), 2004

## Centraal-Amerika
- SAS op de Caraïbische toer (S.A.S. aux Caraïbes), 1967
- Leve Che Guevara (Que viva Guevara), 1970
- Requiem op Haïti (Requiem pour Tontons Macoutes), 1971
- Kruistocht naar Managua (Croisade à Managua), 1979
- Terreur in San Salvador (Terreur à San Salvador), 1980
- Granaten op Grenada (Rouge Grenade), 1982

- De weduwe van de Ayatollah (La veuve de l'ayatollah), 1985
- Complicaties in Panama (Embrouilles à Panama), 1987
- Visum voor Cuba (Visa pour Cuba), 1989
- Dood aan Rigoberta Menchu (Tuez Rigoberta Menchu), 1993
- Dodelijk Jamaica (Mortelle Jamaïque), 1998
- Missie Cuba (Mission: Cuba), 2005

## Zuid-Amerika
- Samba voor SAS = Kogels bij de kreeftensamba (Samba pour S.A.S), 1966
- Safari in La Paz (Safari à La Paz), 1972
- Het engeltje des verderfs (L'ange de Montevideo), 1973
- Orde op zaken in Santiago (L'ordre règne à Santiago), 1975
- Duel in Barranquilla (Duel à Barranquilla), 1980

- Avontuur in Suriname (Aventure au Surinam), 1983
- Klopjacht in Peru (Chasse à l'homme au Pérou), 1985
- Nachtmerrie in Colombia (Cauchemar en Colombie), 1989
- Crisis in Colombia (Ramenez-les vivants), 2003
- De hel van Venezuela (Que La Bête Meure), 2006

## Afrika
- Nekslag in Zuid-Afrika (Broie du noir), 1967
- Sterven voor Zanzibar (Mourir pour Zanzibar), 1973
- Wespennest in Angola (Guepier en Angola), 1975
- Jacht in Zimbabwe (Compte à rebours en Rhodésie), 1976
- De schatten van de keizer (Le trésor du Négus), 1977
- Een onmogelijke opdracht in Somalië (Mission impossible en Somalie), 1977
- Schipbreuk op de Seychellen (Naufrage aux Seychelles), 1978
- Paniek in Zaïre (Panique au Zaire), 1978
- Komplot in Caïro (Le complot du Caire), 1981
- Wapens voor Khartoem (Des armes pour Khartoum), 1981

- Commando in Tunis (Commando sur Tunis), 1982
- Coup in Opper-Volta (Putsch à Ouagadougou), 1984
- Het blondje uit Pretoria (La blonde de Prétoria), 1986
- Avontuur in Sierra Leone (Aventure en Sierra Leone), 1988
- Het spoor naar Brazzaville (La piste de Brazzaville), 1991
- Staatsgreep in Tripoli (Coup d'état à Tripoli), 1992
- De martelaren van de apartheid (Les croisés de l'apartheid), 1994
- Bloedbad in Marrakech (Tuerie à Marrakech), 1994
- Vaarwel Zaïre (Zaïre adieu), 1997
- Strijd in Rwanda (Enquête sur un génocide), 2000

## Midden-Oosten
- Janboel in Istanboel = SAS in Istanboel (S.A.S. à Istanbul), 1965
- Heksentoer in Teheran = SAS contra CIA (S.A.S. contre C.I.A.), 1965
- Ten westen van Jeruzalem (A l'ouest de Jérusalem), 1968
- De gehangenen van Bagdad (Les pendus de Bagdad), 1969
- Massamoord in Amman (Massacre à Amman), 1971
- Sterven in Beiroet (Mort à Beyrouth), 1972
- Dood Henry Kissinger! (Kill Henry Kissinger!), 1974
- De engel van Israël (Le gardien d'Israël), 1978
- Bloedbad in Abu Dhabi (Carnage à Abu Dhabi), 1980
- De dwazen van Baalbek (Les fous de Baalbek), 1984
- Staatsgreep in Jemen (Coup d'état au Yémen), 1986
- Gijzeling in Oman (L'otage d'Oman), 1987
- Wraak in Beiroet (Vengeance à Beyrouth), 1993

- Trompetgeschal in Jericho (Les trompettes de Jericho), 1994
- Besluit 687 (La résolution 687), 1996
- Zwarte pest uit Bagdad (La peste noire de Bagdad), 1998
- Op het spoor van Öcalan (S.A.S. contre P.K.K.), 1999
- Armageddon (Armageddon), 2002
- Hoog spel in Israël (La manip du Karin A), 2002
- Bagdad Express (Bagdad-Express), 2003
- Het goud van Al-Qaeda (L'or d'Al-Qaida), 2003
- Terreur in Turkije (Le réseau Istanbul), 2004
- Brandhaard: Irak (Otages en Irak), 2005
- Raketten in Iran (Le programme 111), 2006
- De schat van Saddam 2 (Le trésor de Saddam: 2), 2006
- Operatie Hezbollah (Rouge Liban), 2007

## Azië
- Het goud van de rivier de Kwaï (L'or de la rivière Kwaï), 1968
- De drie weduwen van Hong Kong (Les trois veuves de Hong-Kong), 1968
- Amok op Bali (Amok à Bali), 1970
- Opdracht in Saigon (Mission à Saïgon), 1970
- De paria's van Ceylon (Les parias de Ceylan), 1971
- De man uit Kaboel (L'homme de Kaboul), 1972
- De heldin van de Mekong (L'heroïne de Vientiane), 1972
- Gokspel in Cambodja (Roulette cambodgienne), 1974
- De gijzelaars van Tokio (Les otages de Tokyo), 1975
- Slachting in Singapore (Le disparu de Singapour), 1976
- Shanghai Express (Shanghaï-Express), 1979
- Tornado over Manilla (Tornade sur Manille), 1981
- Hinderlaag op de Khaiberpas (Embuscade à la Khyber Pass), 1983
- Dood aan Gandhi! (Mort à Gandhi), 1986

- De amazones van Pyongyang (Les amazones de Pyongyang), 1988
- Zwendel in Brunei (Arnaque à Brunei), 1989
- Staat van beleg in Kaboel (Loi martiale à Kaboul), 1989
- Kruistocht in Burma (Croisade en Birmanie), 1990
- Het Rode Antwoord (La solution rouge), 1991
- De gijzelaar van de Gouden Driehoek (L'otage du triangle d'or), 1995
- Wreek vlucht 800 (Vengez le vol 800), 1997
- Hongkong Expres (Hong Kong Express), 1997
- Kolonel Chang verliefd (L'amour fou du Colonel Chang), 2000
- Gijzeling op Jolo (L'otage de Jolo), 2001
- Intriges in Nepal (Le roi fou du Népal), 2002
- De wraak van Osama (Bin Laden: La traque), 2002
- Dubbelspel in Pakistan (Aurore Noire), 2005

## Australazië
- Tussenlanding in Pago-Pago (Escale à Pago-Pago), 1969

- Operatie Matador (Opération Matador), 1979